# Doelenplein (Delft)
Het Doelenplein is een plein gelegen in de binnenstad van de stad Delft, in de Nederlandse provincie Zuid-Holland.
Het plein was oorspronkelijk het voorplein van de doelen, het oefenterrein van de lokale schutterij. De doelen transformeerden in de loop der tijd tot een theater. In 1904 werd het gebouw vervangen, en rond 1926 verbouwd tot doelenbioscoop. Eind jaren 1980 woedde er een brand in het gebouw en werd het geheel gesloopt. Op de locatie werd tussen 1994 en 1996 woningbouw gerealiseerd, en een nieuwe locatie voor Filmhuis Lumen, een bioscoop die vooral kunstfilms uitzendt. Het nieuwe pand voor filmhuis Lumen werd op 1 februari 1996 officieel in gebruik genomen.
In de zomer wordt het plein, dat vol staat met platanen, behalve als verblijfsruimte ook voor een deel gebruikt als terras voor de aangelegen eetgelegenheden. In het voormalige kantoorpand van de PTT is een hotel gevestigd. In het voormalige Doelencafe is nu een restaurant gevestigd en ook zijn er diverse andere eetgelegenheden en cafés. 